# Centre Pierre-Charbonneau

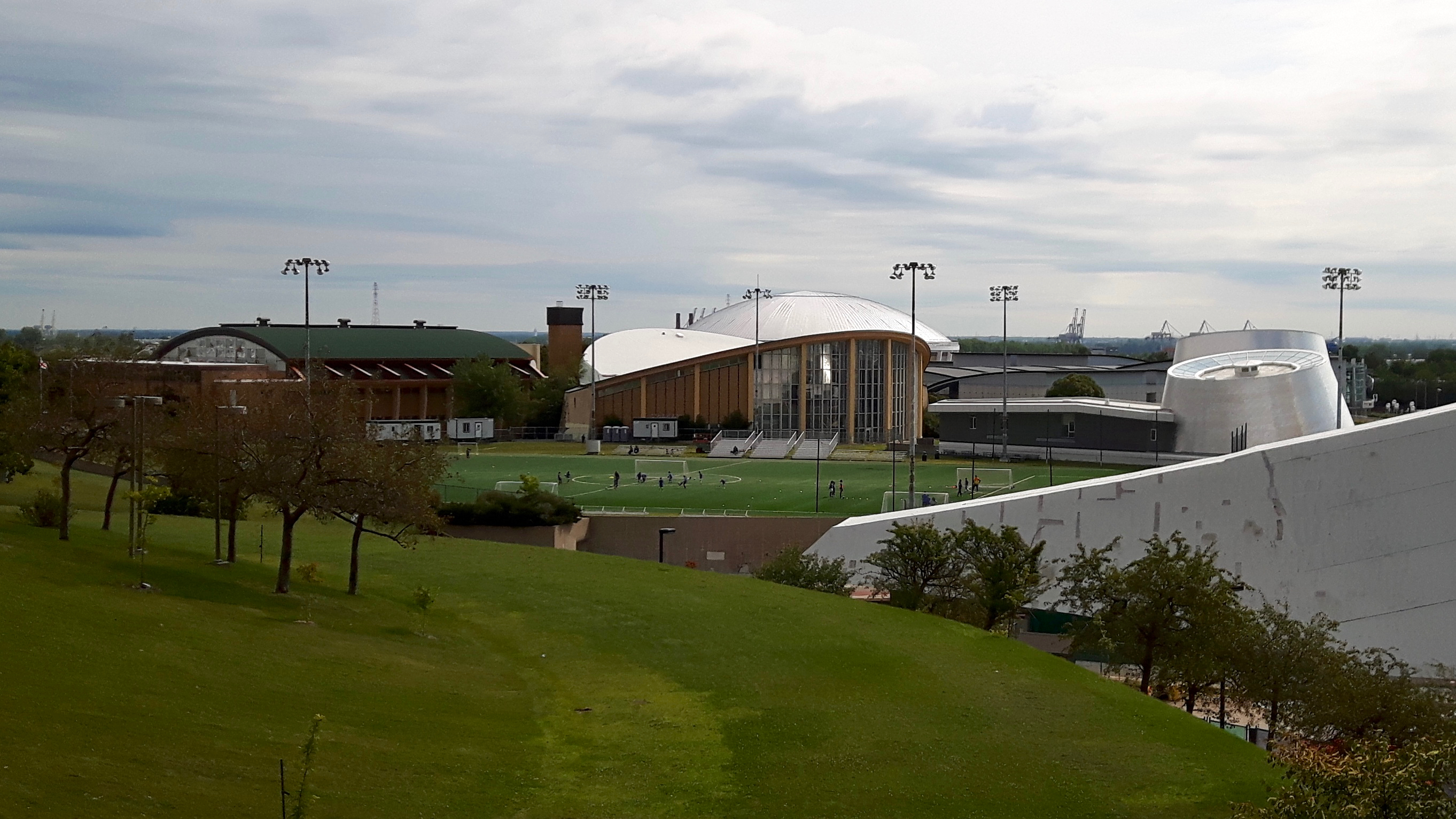
Centre Pierre-Charbonneau

Das Centre Pierre-Charbonneau ist eine Veranstaltungshalle in Montreal, die für Sport- und Kulturanlässe genutzt wird. Sie befindet sich im Arrondissement Mercier–Hochelaga-Maisonneuve am Boulevard Viau und ist Teil des Olympiaparks. Die Halle hat eine Kapazität von 2000 Zuschauern.
Die Halle wurde 1957 als Gemeinschaftszentrum gebaut und trug zunächst die Bezeichnung Complexe sportif Maisonneuve. Später wurde sie einige Jahre lang als Teil einer Polizeischule genutzt. Während der Olympischen Sommerspiele 1976 diente die Halle als Austragungsort der Ringer-Wettkämpfe, mit Ausnahme der Finalrunde im Freistilringen. Im März 1976 war sie zu Ehren von Pierre Charbonneau, dem kurz zuvor verstorbenen Vizepräsidenten des Organisationskomitees der Sommerspiele, umbenannt worden.
Zwischen 2005 und 2009 war das Centre Pierre-Charbonneau die Spielstätte zweier Basketballteams, der Montreal Matrix in der American Basketball Association und der Montreal Sasquatch in der Premier Basketball League. Heute dient die Halle als Freizeitsportzentrum sowie als Messe- und Ausstellungshalle.